# Tamba ardescens
Tamba ardescens är en fjärilsart som beskrevs av Louis Beethoven Prout 1926. Tamba ardescens ingår i släktet Tamba och familjen nattflyn. Inga underarter finns listade i Catalogue of Life.